# Eucalyptus sepulcralis
Eucalyptus sepulcralis är en myrtenväxtart som beskrevs av Ferdinand von Mueller. Eucalyptus sepulcralis ingår i släktet Eucalyptus och familjen myrtenväxter. Inga underarter finns listade i Catalogue of Life.